# Салмагуба
Са́лмагуба (карел. Salmalahti) — деревня в составе Пиндушского городского поселения Медвежьегорского района Республики Карелия Российской Федерации.

## Общие сведения
Расположена на берегу северо-западной оконечности Большой губы Повенецкого залива Онежского озера.

## Население
| 2002 | 2010 | 2013 |
| ---- | ---- | ---- |
| 0    | →0   | ↗1   |